# Рофф, Дайанн
Дайанн Рофф-Стейнроттер (англ. Diann Roffe-Steinrotter, род. 24 марта 1967 года, Ворсо) — американская горнолыжница, олимпийская чемпионка, чемпионка мира, победительница этапов Кубка мира. Наиболее успешно выступала в гигантском слаломе и супергиганте.
В Кубке мира Рофф дебютировала 7 марта 1984 года, в марте 1985 года одержала свою первую в карьере победу на этапе Кубка мира, в гигантском слаломе. Всего имеет на своём счету 2 победы на этапах Кубка мира, по одной в гигантском слаломе и супергиганте. Лучшим достижением в общем зачёте Кубка мира, являются для Рофф 10-е места в сезонах 1989/90 и 1991/92.
На Олимпийских играх 1988 года в Калгари заняла 12-е место в гигантском слаломе и 15-е место в слаломе.
На Олимпийских играх 1992 года в Альбервиле завоевала серебряную медаль в гигантском слаломе, показав одинаковый результат с австрийкой Анитой Вахтер, кроме этого стартовала в супергиганте, но сошла с дистанции.
На Олимпийских играх 1994 года в Лиллехаммере стала чемпионкой в супергиганте, так же стартовала в гигантском слаломе но сошла во второй попытке.
За свою карьеру участвовала в трёх чемпионатах мира, на чемпионате мира 1985 года стала чемпионкой в гигантском слаломе.
Завершила спортивную карьеру в 1994 году, в 2003 году была включена в Зал славы лыжного спорта США.

## Победы на этапах Кубка мира (2)
| № | Сезон   | Дата          | Место       | Дисциплина        |
| - | ------- | ------------- | ----------- | ----------------- |
| 1 | 1984/85 | 13 марта 1985 | Лейк-Плэсид | Гигантский слалом |
| 2 | 1993/94 | 17 марта 1994 | Вэйл        | Супергигант       |